# Florian Heller (Fußballspieler)
Florian Heller  (* 10. März 1982 in Rosenheim) ist ein ehemaliger deutscher Fußballspieler und heutiger -trainer.

## Karriere als Spieler

### Vereine
Heller begann mit dem Fußballspielen 1986 beim SV Pang, einem Stadtteil-Verein von Rosenheim, wechselte in die Jugendabteilung des TSV 1860 Rosenheim und 2000 in die vom FC Bayern München. Sein Debüt gab er am 11. November 2000 (16. Spieltag) beim 5:2-Sieg im Auswärtsspiel gegen den FC Rot-Weiß Erfurt, in dem er mit dem Treffer zum 2:0 auch sein erstes Tor erzielte. In der Saison 2000/01 gehörte er kurze Zeit dem Profi-Kader des FC Bayern an. Da ihm der Durchbruch an der Isar nach drei Spielzeiten und 58 Spielen (davon eins im DFB-Pokal) nicht gelungen war, wechselte er zur Saison 2003/04 zum Zweitligisten SpVgg Greuther Fürth, für den er in zwei Spielzeiten 43 Ligaspiele (ein Tor) und zwei im nationalen Vereinspokal absolvierte.
In der Folgesaison war er für den Ligakonkurrenten FC Erzgebirge Aue spielberechtigt und gewann an Kontinuität. In drei Spielzeiten wurde er 76-mal eingesetzt und erzielte zwölf Tore. In der Hinrunde der Saison 2006/07 entwickelte er sich zu einem der besten Spieler der Erzgebirger und wurde von den Fans zum besten Spieler der Hinrunde gewählt, obwohl er in den letzten Spielen wegen einer Verletzung gefehlt hatte. Des Weiteren wurde er viermal im DFB-Pokal eingesetzt, blieb aber ohne Tor.
Zur Saison 2008/09 wechselte Heller zum damaligen Zweitligisten 1. FSV Mainz 05, mit dem er am Ende der Saison in die Bundesliga aufstieg und bis ins Halbfinale im Vereinspokal vordrang. Seinen Bundesligaeinstand hatte er am 8. August 2009 (1. Spieltag) beim 2:2 im Heimspiel gegen Bayer 04 Leverkusen. In seiner ersten Bundesligasaison absolvierte er 30 von 34 Spielen. Im Januar 2012 wechselte er zum Zweitligisten FC Ingolstadt 04. Dort wurde seine Vertragslaufzeit im Sommer 2013 nicht mehr verlängert. Vom 18. September 2013 bis 30. Januar 2014 absolvierte er sieben Ligaspiele für den TSV 1860 Rosenheim; ab 31. Januar war er für den Drittligisten SpVgg Unterhaching spielberechtigt. Mit dem Spiel am 10. Mai 2014 bei der 0:2-Niederlage im Auswärtsspiel gegen den 1. FC Heidenheim bestritt er nicht nur das letzte Spiel der Saison, sondern auch das letzte seiner aktiven Karriere. Wegen immer wiederkehrender Verletzungen wurde auf seine Bitte hin sein Vertrag vorzeitig aufgelöst.

## Karriere als Trainer
Nach seinem Karriereende arbeitete für Unterhaching im Nachwuchsleistungszentrum als Trainer der U19 und als Co-Trainer der Profis unter Claus Schromm und Christian Ziege. Im Sommer 2020 wechselte er zu seinem Jugendverein TSV 1860 Rosenheim, wo er zunächst als U19-Trainer arbeitete, ehe er im Januar 2021 neuer Cheftrainer des damaligen Regionalligisten wurde. Im August 2022 wurde er nach schwachen Saisonstart entlassen. Im Januar 2023 schloss er sich Landesligist TSV 1880 Wasserburg an.

### Nationalmannschaft
Heller nahm an der vom 10. bis 27. November 1999 in Neuseeland ausgetragenen U-17-Weltmeisterschaft teil und bestritt die drei Gruppenspiele gegen die Auswahlen Malis, Australiens und Brasiliens. Als Gruppendritter, nach zwei torlosen Unentschieden und der 1:2-Niederlage gegen Australien schied er mit der U17-Nationalmannschaft aus dem Turnier aus.

## Erfolge
- Aufstieg in die Bundesliga 2009 (mit dem FSV Mainz 05)
- Deutscher A-Juniorenmeister 2001 (mit dem FC Bayern München)